# Викрадена 2
«Викрадена 2» (англ. Taken 2) — англомовний французький кримінальний бойовик режисера Олів'є Меґатона, що вийшов 2012 року. Картина є продовженням фільму «Викрадена» (2008).
Продюсуванням картини зайнявся Люк Бессон, сценарій написали Люк Бессон та Роберт Марк Кемен. Прем'єра фільму відбулася 7 вересня 2012 року у Франції на Довільському фестивалі американських фільмів
Фільм не виходив в прокат в Україні з українською аудіодоріжкою, оскільки прокатник Інтер-фільм випустив стрічку в обмежений український прокат 4 жовтня 2012 року російською мовою. Вперше українською мовою фільм було озвучено у грудні 2012 року студією «Омікрон» на замовлення волонтерської спільноти Толока. Пізніше у 2021 році фільм також було озвучено українською мовою студією «Так Треба Продакшн» на замовлення vod-платформи sweet.tv.

## Сюжет
| Браяну Міллзу доведеться розплутувати наслідки своїх дій. Рятуючи свою доньку, він убив ватажка банди, у якого є батько на ім'я Мурад. Мурад жадає помсти і описується як людина, що віддає накази, але сам ніколи нікому не підкоряється. Мурад бере у заручники Міллза з дружиною, і тут вже Кім Міллз потрібно буде рятувати своїх батьків. |

## У ролях
| Актор        | Персонаж                        | Роль                               |
| ------------ | ------------------------------- | ---------------------------------- |
| Ліам Нісон   | Браян Міллс (англ. Bryan Mills) | колишній агент ЦРУ                 |
| Меґґі Ґрейс  | Кім Міллс (англ. Kim Mills)     | донька Браяна                      |
| Фамке Янссен | Ленор (англ. Lenore)            | дружина Браяна                     |
| Ліланд Орсер | Сем (англ. Sam)                 | друг Браяна, колишній колега у ЦРУ |

## Українське багатоголосе закадрове озвучення

### Багатоголосе закадрове озвучення озвучення студії Омікрон за замовлення спільноти Толока
Фільм озвучено студією «Омікрон» на замовлення волонтерської спільноти Толока у 2012 році.

### Багатоголосе закадрове озвучення озвучення студії Так Треба Продакшн за замовлення sweet.tv
Фільм озвучено студією «Так Треба Продакшн» на замовлення vod-платформи sweet.tv у 2021 році.

### Багатоголосе закадрове озвучення студіїТак Треба Продакшнна замовлення телекомпаніїІнтер
Ролі озвучували: Роман Семисал, Владислав Пупков, Дмитро Терещук та Наталя Поліщук

## Виробництво

### Фільмування
Зйомки фільму проходили в Каліфорнії, на пірсі Малібу, у Франції та в Стамбулі.

### Саундтрек
- Алекс Клар — Too Close (початок титрів)
- Phoebe Killdeer and the Short Straws — Let Me
- Kasbah Rockers, feat. Ozgür Sakar — Bagasaz
- College & Electric Youth — A Real Hero
- Chromatics — Tick of the Clock
- Sabahat Akkiraz — Bosumus

## Відгуки кінокритиків
Фільм отримав загалом негативні відгуки: Rotten Tomatoes дав оцінку 21 % на основі 161 відгуку від критиків і 55 % від глядачів із середньою оцінкою 3,4/5, Internet Movie Database — 6,2/10 (86 037 голосів), Metacritic — 45/100 (35 відгуки) і 5,5/10 від глядачів.

## Касові збори
Під час показу протягом першого тижня фільм зібрав $49,514,769, що на той час дозволило йому зайняти 1 місце серед усіх прем'єр. Показ станом на 11 лютого 2013 року триває 130 днів (18.6 тижнів). За цей час фільм зібрав у прокаті у США $139,842,037, а у світі — $234,421,549, тобто $374,263,586 загалом при бюджеті $45 млн.